# سهراب بهلولی قشقایی
سهراب بهلولی قشقایی (زادهٔ ۱۳۳۲ در فیروزآباد) نمایندهٔ حوزهٔ انتخابیهٔ فیروزآباد در دورهٔ ششم مجلس شورای اسلامی بوده‌است. وی پیش‌تر در دورهٔ پنجم نیز عضو این مجلس بود.